# 约翰·加尔文
約翰·加尔文（法語：Jean Calvin，1509年7月10日—1564年5月27日）是宗教改革时代法国著名的宗教改革家与神學家，创设了被称为“加尔文主义”的基督教神学体系，新教的公理宗、长老宗与歸正宗皆受加尔文的神学思想影响。

## 出生與早年時期
加尔文出生于法国巴黎北部不远的瓦兹省努瓦永。祖父是水手，父親热拉尔（Gerard Calvin）由於刻苦努力，得到本城教會主教的書記之職，母親让娜（Jeanne Lefranc）篤信天主教，是才貌兼具、敬虔的婦女，她在加爾文小時候，經常帶他在鄉間漫步、祈禱，不幸早逝。加爾文的父親不但自己勤勉，更對其三個兒子深具厚望，要他們受相當的教育，而對女兒們只要她們作家庭主婦。
加爾文的父親既在教會內任職，又為貴族人士所尊重，與本城的上流人物有密切交往，這對於他的兒子來說，是一個特別機遇。加爾文從小得與貴族子弟同受小學教育，後來他成為昂热（Hangest）與蒙莫尔（Montmor）之子的密友，日後他將所寫的第一本書獻給蒙莫尔說：「我自幼在你家裏長大與你學一樣的書，我所領受的第一教誨就是從你尊貴之家的生活與修養得來的。」這種關係給了加爾文高尚的禮節與社交的平靜，而非出身於礦工之子的改教家馬丁·路德所擁有，路德總是帶著不失老百姓階級的粗野作風。加爾文比路德小26歲。

## 大學時期
早年的加爾文屬於天主教，他生性怕羞，好學不倦，節制飲食、極少消遣，準備將來作神父。1523年，由於加爾文家鄉諾陽流行傳染性的瘟疫，他隨同孟特摩家前往巴黎，加爾文進入Collège de la Marche大學，專攻拉丁文學，深獲马蒂兰·科尔迪耶（Mathurin Cordier）教授極器重，在他的指導之下學習如何寫文章。獲得文學士之後，加爾文轉往Collège de Montaigu大學，專攻哲學與倫理學，這些學習幫助他有敏銳的心思，對於後來的辯論助益匪淺。
1526年，加爾文的父親考慮到律師職業能使人致富，希望他捨棄神學專攻法律，加爾文不敢違抗命令，進入奥尔良大学專攻法律，他在一位訴訟律師門下受教，不久即成績卓絕，甚至教授缺席時，也由加爾文代課。
1531年，他轉入布尔日大学（University of Bourges）法學院，受教於知名的人文主義法學家阿凱齊（Andreas Alciati），同年，加爾文的父親過世。加爾文在波紀斯大學學習了一年半，同時間他也學到希臘文，這對他日後研究新約聖經有莫大的幫助，古典文學一直是加爾文的最愛，而法律的研究則培養了加爾文的組織能力。
1532年，加爾文出版第一本注釋書–幸尼加全集（Annaeus Seneca,4 BC–AD 65）中標題為「仁慈論」的注釋，該書引証55位拉丁文著者和22位希臘文著者，這本書把加爾文的名字介紹給知識界，但是當時此書並未立即獲得社會的好評，有些學者認為此書是為了宗教抗議者向當局的請願。無論如何，此書呈現加爾文後來注釋《聖經》的方法，即發掘著者的原意，然後述說自己的回應。

## 宗教改革
加爾文早年時期，馬丁·路德的宗教改革尚未傳播到喀爾文家鄉，所以他還是一個虔誠的天主教徒，但1523年來到巴黎後，他開始讀到一些偷渡至法國的馬丁·路德作品，植入一些改教運動的新觀念，或許曾目擊法國第一位殉道者波瓦纳（Pauvanne）被焚在火刑柱上，或者看見法國貴族波郡（Berquin）因翻譯路德作品而犧牲生命，宗教改革成為大學時期談話與討論的題旨。
加爾文大學時期，他的拉丁文教授考第爾曾公開批評當時的天主教會（後來考氏加入宗教改革運動又在日內瓦學院執教）。加爾文的表兄皮埃尔-罗贝尔·奥利韦唐（Pierre-Robert Olivétan）將《聖經》譯成法文，因此，他對直接研究《聖經》感到興味十足，他們多次共同討論，奥氏主張只有兩個宗教：一個是靠人類功德得救的，一個是將人得救的事完全歸給上帝。此外，加爾文在巴黎的一些密友如克智弟兄等，都是極端批評現世並接納路德觀念的人。在奧林斯大學時，他住在一位路德派商人艾蒂安·德·拉福爾热（Etienne de la Forge）家中，他的家是宗教改革同志們的聚會處，這位商人樂善好施，每逢將食物贈給窮人時，就伴隨發送路德的小單張。在布尔日大學時，加爾文從沃尔马（Wolmar）學習希臘文並一同研讀新約聖經，從瓦氏的口中聽到他對腐敗教會的侮辱與非難，目睹了的當時教會與新約教會的教義與生活相去甚遠。
1533年，加爾文改信新教，1534年赴瑞士巴塞尔，1536年定居日内瓦并发表《基督教要义》。
1538年由于嚴格地改革宗教，和市政当局冲突，被迫出走斯特拉斯堡。1540年日内瓦宗教改革派重掌政权，1541年加尔文应邀重返日内瓦。建立日内瓦歸正宗教会，日内瓦市和地方教区两级牧师团体组成教会的领导机构。加尔文从1542年至逝世前一直是市级牧师团的主席。从1541年到1555年进行一系列的神学争论。
當時的日內瓦的宗教改革並非在加爾文加入才開始，在加爾文之前是由法惹勒等人發起的，並在1536年市民大會投票決定建立基督教城市。當加爾文進入此城市時，因他對於教會的權柄及服事者的威權上的觀念，而採取的行動使他對非本派的教徒進行管制。神学家兼科學家塞尔維特的最新著作就像一记耳光打在《基督教要义》的作者加尔文的脸上，加尔文遂寄了一份自己的书稿给对方作为答复。而塞尔維特的报复很快，他用攻击性的言论给全文做了注解。
加尔文在给塞尔維特的信中写道：“我既不仇恨、亦不鄙视你；我也不愿对你施以迫害；但对于你这听来几近侮辱又如此大胆的教义，我会坚硬得如同钢铁一般。”其后他们通信中的讨论变得愈加激烈，最终加尔文不再回复。之后，塞尔維特还给加尔文寄了一些特别具有攻击性的信件。因此，加尔文对塞尔維特渐深的厭惡，源于其异端的观点以及塞氏那种糅合了优越感以及人身攻击的语气。
他向法国天主教宗教裁判所通信，最后在日内瓦逮捕和审判當時被天主教與新教同判為異端、逃亡中的塞氏，使其被定罪並判處火刑。此過程為日內瓦議會所裁決，但加尔文本人並不支持採用火刑，主张以更人道的方式处决塞爾維特。然而此事件仍在日後使神學家卡斯特利奧對加爾文產生激烈批判。
加尔文向其他国家传播新教教义，他的觀念深深影響荷兰、苏格兰和英格兰。他还从事政治活动，邀請一些法国王室成员和贵族加入法国的加爾文派與胡格诺派。之後法国发生宗教战争，他延揽大批欧洲新教难民到日内瓦，使日内瓦成为归正宗的国际中心，号称「新教的罗马」。加尔文对新教的发展有相当重要的贡献，在理论與實踐上奠定了歸正宗的基础。他的神學名著是《基督教要义》。
1564年，加爾文罹患重感冒，出現高燒以及咳血，以致其健康急速惡化，最終於5月27日病逝于日内瓦。

## 加爾文神學

### 聖靈論
《基督教要義》中沒有為「聖靈論」單獨寫一個章節，必須從整本書的論述歸納他的觀點。加爾文認為，上帝的靈與上帝的工作同時進行，而促成人的「相信」，當聖靈在人心中運行光照人心，使人在讀了上帝的話而產生信心。所以人非用理性接受信仰，亦非用理性確認聖經的權威，而是聖靈那奧秘的力量所做的工作。

### 救贖預定論
雖然救贖預定論是他倡導的神學遺產，但主要架構非他獨創或原創。就救贖預定論可分「救贖」及「預定」兩點來說。對於預定，加爾文認為，得不得救在乎神的揀選，人的選擇在這件事上是毫無主權的。意即：神預定某些人得永生，某些人會滅亡。故神將救恩賜與會得永生的人，至於滅亡的人則任其滅亡。神的恩慈是為了要見證祂的救贖，跟功德無關，也跟個人無關。至於人們疑惑為什麼有人不被揀選，他引用了申命記29:29：「隱密的事，是屬於耶和華我們的上帝，惟有顯明的事，是永遠屬我們和我們子孫的，好叫我們遵行這律法上一切的話。」他說人不會也不能質問神為甚麼施恩予人，那就不能問為何神會棄絕某些人，屬神的心意人是無法明白。
至於救贖他發展了馬丁·路德所提出的因信稱義之論述。這個論點起初由奧古斯丁所提出，直到馬丁·路德時發展出「法庭式的稱義」。兩人不同在奧古斯丁認為「義」是內在的，當神賜給人恩典時，「義」便成為人的一部分。對馬丁·路德及加爾文而言，這「義」是屬外在的，是「算作」、「當作」、「歸給」，人依然是罪人，只是在人們因著信神就算我們「為義」。

### 教會論
加爾文的教會論涵蓋非常廣，包括了基督徒的自由、教會的權柄、真教會的基本特質等，其中他所認為真教會的特質應該包括了：「傳揚神的道」及「遵行聖禮」。所以傳福音、聆聽上帝的話及遵行聖禮都是十分重要的。聖禮的定義加爾文對聖禮的定義是：「神賜恩給我們的證據，是一種外在的印誌，和我們對祂的敬虔之互相印證，加以確認。」
其中必要聖禮特別是指「洗禮」與「聖餐」。「洗禮」：加爾文認為洗禮是基督徒的第一個聖禮，其意涵是加入教會的表記，好叫人們被接入基督，列為神的兒女。加爾文非常反對私人洗禮。因為他認為洗禮與聖餐是教會的公共聖職，私人不可擅自施洗。且受洗者必須要先充分明白真理，才可施洗。
加爾文強調通過聖餐，使得信徒得以與基督連結。他並不重視餅跟杯，他主張「在聖靈裡耶穌基督身體真實的臨在」。也就是說，人在聖靈裡改變而體驗到耶穌基督的臨在，體驗到耶穌基督的身體與血。但是在領受聖餐時，必須傳揚神的道。所以對於當時天主教保留餅和杯，給生病無法前來的信徒或是王公貴族舉行私人彌撒，這些作法加爾文並不贊成。因為他認為不在崇拜及充分宣揚上帝的話之場合領受聖餐，是沒有意義的。

### 聖禮觀
加爾文同意聖奧古斯丁對聖禮的看法，認為那是代表不可見之恩典的一個可見的記號。在《基督教要義》第四卷中，加爾文解說聖禮為「外部的標記，基督藉以說明並保證祂對我們的善意，為了支持我們信心的軟弱，同時試驗我們對祂的虔誠。」聖禮是以印記來保證其中所有的內容，是信仰的公開認定。他相信只有聖餐和洗禮具有聖經的權柄。關於聖餐，他不贊成變質說，也不認為只有以某種形式舉行的聖餐禮才有效；同時，他也不贊成某些人的看法，以為餅與酒只是一種象徵，用來代表祂的身體，目的是刺激人的記憶、敬虔或信心。加爾文認為聖禮賜下的，就是它們所代表的；主不僅要求我們看，而且要吃與飲，這樣的行動就表明了在祂與我們之間，有一種生命的聯繫。這個聯繫在道被宣講出來以及人以信心來回應時，就已經創造出來；當人以信心來領受聖餐禮，生命的聯繫就得以加強而更加密切。加爾文反對路德對聖餐功效的解釋，他認為基督的身體一直是在天上，我們是被聖靈的大能提升到天上，來領受祂的身體。他強調，領聖禮的人若不是以信心來領受，聖禮就與他們無益。關於洗禮，加爾文認為「洗禮是准許我們進入教會的起碼標記，為了與基督聯合，我們可以被列在神的子民之中...是一種工具，藉此神保證我們所有的罪都被塗抹，永遠在祂面前消失。」藉著洗禮，表明我們的罪被洗淨，也是重生的標記。加爾文認為洗禮的方式並不重要，重點在於潔淨。

### 建造日內瓦教會
日內瓦議會同意加爾文的主張，訂定「規範基督教信仰」的法規，通過小議會、兩百人議會、大議會，於十一月二十日教會法規（Ordonnances ecclesiastiques）成立。教會法規是為整體的教會生活，以服事功能為規劃，教會生活，必須受牧師、教師、長老與執事，四種職分各有嚴謹不同的職責，都是在日內瓦教會的組織裡。雖然有嚴格的紀律，但是紀律不過是信仰的建設一部份，並不單獨存在，是為了傳福音和施行聖禮，要具影響力。

## 著作
- 《基督教要义》http://godoor.com/book/library/html/theology/jdjyy/content.html （页面存档备份，存于）
- 《基督教要义》加尔文著钱曜诚等译孙毅游冠辉修订北京三联书社2010年3月出版
- 《基督徒生活手册》赵中辉译http://www.cclw.net/soul/jdtshhsc/ （页面存档备份，存于）
- 《罗马人书注释》赵中辉、宋华忠合译  http://cclw.net/Bible/rmrszs/gb/index.htm （页面存档备份，存于）
- 《罗马书注释》校订本赵中辉、宋华忠译宁依华校华夏出版社2011年7月出版
- 《更宽广的生命——加尔文著作文选》陈佐人译校园书房出版社2011年3月1日出版
- 《以弗所书注释》任以撒译  http://www.cclw.net/Bible/ephesians/gb/index.htm （页面存档备份，存于）
- 《加尔文的灵修与祷告》梁德慧译赵中辉编http://book.edzx.com/Html/Book/0/889/Index.html （页面存档备份，存于）
- 《加尔文的经济神学思想─职业无分圣俗》http://xuexiguoch.blog.sohu.com/156364733.html （页面存档备份，存于）
- 《加尔文全集》英文版http://xuexiguoch.blog.sohu.com/161162735.html （页面存档备份，存于）
- 《加尔文作品网上阅读》英文版http://www.godrules.net/library/calvin/calvin.htm （页面存档备份，存于）
- 《加尔文的各卷圣经注释》英文版http://www.sacred-texts.com/chr/calvin/index.htm （页面存档备份，存于）

## 加尔文传记
- 《这就是约翰加尔文》Thea B.Van Halsema著http://13571023.blog.hexun.com/53083416_d.html （页面存档备份，存于）
- 《神学家加尔文与今日的加尔文文主义》华菲德http://zuoshihezijide.blog.sohu.com/130598822.html （页面存档备份，存于）

## 加尔文宗派相关资料
- 改革宗书目大全 http://blog.sina.com.cn/s/blog_60ed79e50100fg3r.html （页面存档备份，存于）